# فلیسیو براون فوربز
فلیسیو براون فوربز (انگلیسی: Felicio Brown Forbes؛ زادهٔ ۲۸ اوت ۱۹۹۱) بازیکن فوتبال اهل آلمان است.
از باشگاه‌هایی که در آن بازی کرده‌است می‌توان به باشگاه فوتبال آنژی مخاچ‌قلعه، باشگاه فوتبال اف‌اس‌وی فرانکفورت، باشگاه فوتبال آرسنال تولا، باشگاه فوتبال کارل زایس ینا، باشگاه فوتبال ویسوا کراکوف، باشگاه فوتبال کریلیا سووتوف سامارا، باشگاه فوتبال اوفا، باشگاه فوتبال نورنبرگ، و باشگاه فوتبال روستوف اشاره کرد.
وی همچنین در تیم‌های ملی فوتبال جوانان آلمان، زیر ۲۰ سال آلمان، و کاستاریکا بازی کرده‌است.